# Lilian Poetscher
Lilian Hilda Érica Poetscher é uma ex-voleibolista brasileira que foi a cortadora mais alta da Seleção Brasileiraem sua época, onde sistema tático era 4-2; ela conquitou a medalha de ouro nos Jogos Pan-Americanos de 1959.

## Carreira
Iniciou no voleibol em Porto Alegre em 1948, atuou pelo Fluminense, foi pentacampeã carioca, vice-campeã brasileira e além de disputar Jogos Pan-Americanos, disputou Campeonato Mundial de Voleibol de 1960, vestindo a camisa 8 da Seleção Brasileira.

## Títulos e Resultados
Campeonato Mundial de Voleibol Feminino
- 1960 — 5.º Lugar (Rio de Janeiro,  Brasil)[5]